# Chrysocharis wahli
Chrysocharis wahli är en stekelart som beskrevs av Christer Hansson 1995. Chrysocharis wahli ingår i släktet Chrysocharis och familjen finglanssteklar. Inga underarter finns listade i Catalogue of Life.